# محضي

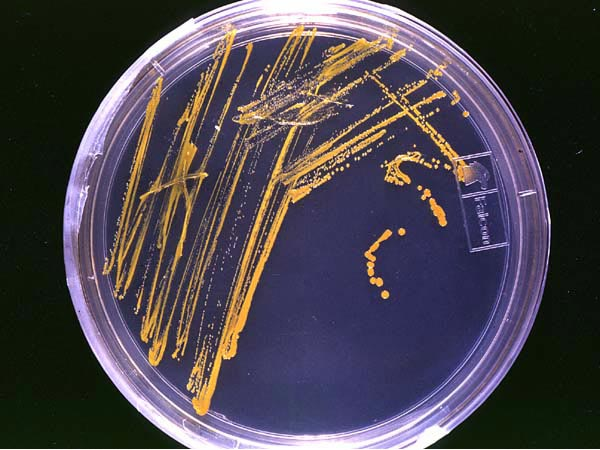

في علم الأحياء، يصف مصطلح المحضي أو غير الملوث أو الممحوضة أو مزرعة نقية (axenic) مزرعة لـكائن عضوي خالية تمامًا من جميع الكائنات العضوية الأخرى الملوثة. وكانت أولى المزارع الممحوضة لـ البكتيريا أو حقيقيات النوى أحادية الخلية، لكن هذه المزارع الممحوضة متاحة أيضًا في الكثير من الكائنات الحية المتعددة الخلايا.وتمثل المزرعة الممحوضة أداة مهمة لدراسة الكائنات التكافلية والطفيلية بطريقة يمكن التحكم فيها.

## التجهيز
يتم تجهيز المزارع الممحوضة لـ الميكروبات بصورة متميزة لاستخدام سلسلة التخفيف للمزرعة المختلطة الموجودة. ويتم تخفيف هذه المزرعة تباعًا للوصول إلى نقطة أخذ العينات الفرعية التي تحتوي فقط على الكائنات الفردية القليلة، ومن الناحية المثالية يكون هناك فرد واحد فقط (في حالة الأنواع اللاجنسية). ويُسمح لهذه المزارع الفرعية بالنمو حتى تُطابق الكائنات الحية الأساسية التي يمكن التحقق منها. ويتوقف اختيار هذه المزارع فقط على رغبة الكائنات الحية المُنتجة للزراعة الممحوضة.
وعادة ما تُفحص المزارع الممحوضة بصورة روتينية للتأكد من أنها لا تزال ممحوضة. وهناك نهج معياري واحد مع الميكروبات وهو انتشار نموذج من المزرعة على طبق الآجار وآلة التفريخ لفترة محددة من الزمن. وينبغي أن يكون طبق الآجار متوسط التخصيب حيث يكون من شأنه تدعيم نمو الكائنات المشتركة. حيث ستنمو هذه الكائنات على الطبق أثناء تلك الفترة، لتحديد المزارع التي لم تعد ممحوضة.

## الاستخدام التجريبي
بما أن المزارع الممحوضة تكون مشتقة من عدد قليل جدًا من الكائنات العضوية أو حتى من فرد واحد منها، لذا فهي مفيدة لأن الكائنات الموجودة فيها تشترك في مجموعة من الجينات القليلة نسبيًا. وفي حالة وجود الأنواع اللاجنسية المستمدة من الفرد الواحد، فيجب أن تتكون المزرعة الناتجة من الكائنات العضوية المتطابقة (على الرغم من هذه المعالجات مثل الطفرة ونقل المورثات الأفقي التي قد تُدخل قدرًا من التنوع). وبناءً على ذلك، فإن هذه الكائنات العضوية تستجيب عامة بشكل أكثر اتساقًا وبطريقة قابلة للتناسل مما يساعد في تبسيط عملية تفسير التجارب.

### المشاكل
تكون المزارع الممحوضة لبعض مسببات الأمراض معقدة لأنها تزدهر عادة داخل الأنسجة المضيفة التي تحمل الخصائص التي يصعب تكاثرها في المختبر. وهذا ينطبق بشكل خاص على حالة الطُفيليات الجوانية. ومع ذلك، يمكن التكاثر الحذر للخصائص الأساسية للبيئة المضيفة التي يمكن أن تُحلل هذه المصاعب (على سبيل المثال ميتابوليتات المضيفة والأكسجين المذاب)، مثلما هو الحال مع حُمى Q المسببة للأمراض، الكوكسيلة البورنيتية.